# Linghemskyrkan
Linghemskyrkan är en kyrkobyggnad i Linghems centrum , Linköpings kommun. Kyrkan tillhörde från början Svenska Missionsförbundet som uppgick i Equmeniakyrkan. Kyrkan byggdes 1984.

## Instrument
I kyrkan finns en elorgel med två manualer och pedal.